# Overkill (gruppo musicale)
Gli Overkill sono una band thrash metal statunitense fondata nel 1980 nel New Jersey dal bassista D.D. Verni e dal batterista Rat Skates.
La band, molto attiva discograficamente sin dal 1984, divenne rapidamente uno dei gruppi più rappresentativi della scena thrash metal. Tra la fine degli anni '80 e i primi '90 la band trovò il suo maggior successo con gli album The Years of Decay e Horrorscope.
Gli Overkill hanno avuto molti cambi di formazione; solo il cantante Bobby "Blitz" Ellsworth e il bassista D.D. Verni sono rimasti membri fissi sin dall'inizio. Insieme agli Anthrax sono una delle band metal più famose della costa orientale degli Stati Uniti. Gli Overkill hanno venduto oltre 5 milioni di dischi in tutto il mondo.
La band ha anche una mascotte chiamata "Chaly", un teschio minaccioso con ali ossute di pipistrello, mentre il verde fluorescente è il colore che li rappresenta.

## Storia

### Gli inizi (1980-1983)

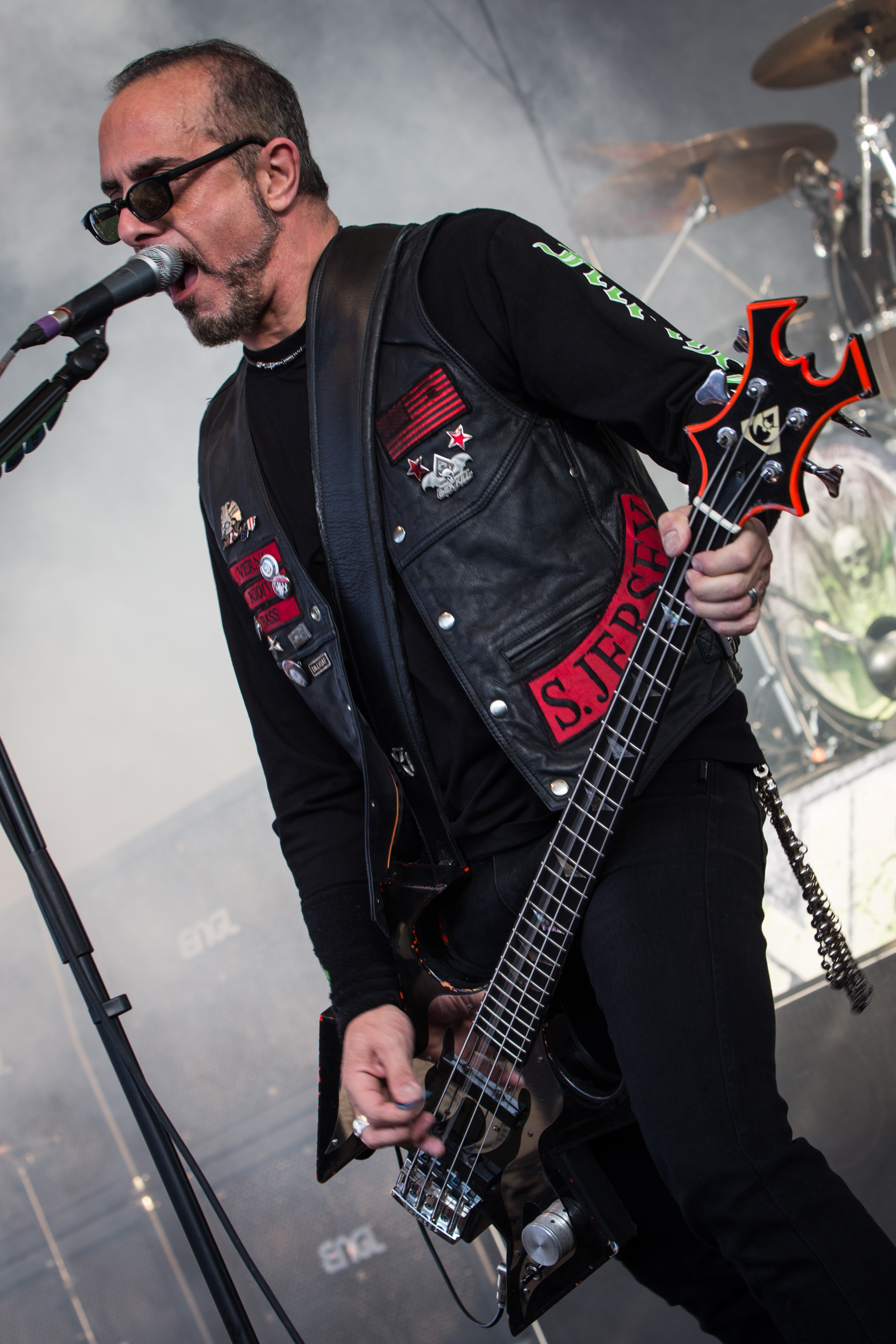
D.D. Verni al Rock Hard Destival 2015

Nel 1980 gli Overkill si formarono dalle ceneri della band punk rock "The Lubricunts", dove militavano Verni e Rat Skates. Verni decise di formare un nuovo gruppo, e tramite un annuncio trovò il cantante Bobby Ellsworth che fino a quel momento era stato principalmente un bassista, ma che nella nuova band si adattò come cantante portando inoltre con sé il chitarrista Robert Pisarek che militava nella sua precedente cover band. Ellsworth suggerì vari nomi per il nuovo gruppo, tra cui Virgin Killer, ma venne scelto poi "Overkill" come tributo all'album dei Motörhead. All'inizio della carriera decisero di suonare principalmente cover di Ramones, The Dead Boys e altri gruppi punk rock.
Nel 1981, dopo l'abbandono del chitarrista Pisarek, entrarono nella band due chitarristi;Dan Spitz (che entrò poi negli Anthrax) e Anthony Ammendolo, che lasciò il gruppo in poco tempo. Vennero sostituiti da Rich Conte e Mike Sherry, e cominciarono a suonare cover di band heavy metal come Judas Priest, Motörhead e Riot. Durante le esibizioni la band continuò egualmente a suonare brani punk rock, ma con più velocità, distorsione e volume, marchiando gli Overkill come band thrash metal.
Nel 1982 i chitarristi Sherry e Conte lasciarono la band e vennero reclutati Bobby Gustafson e un secondo chitarrista conosciuto come "Joe", che però durò un paio di settimane. Perciò fu deciso che Gustafson sarebbe stato l'unico chitarrista della band. Da qui gli Overkill decisero di suonare pezzi propri, tra cui Overkill e Unleash the Beast (Within),Death Rider,Grave Robbers (più tardi rinominata con Raise the Dead) e Rotten to the Core.La band fece gavetta a New York e in molti club del New Jersey.
Agli inizi del 1983 il cantante Bobby Ellsworth fu temporaneamente cacciato dal gruppo per il suo stile di vita estremo (proprio in questa occasione gli fu affidato il suo soprannome "Blitz"), per poi essere richiamato subito dopo.

### Il periodo con Bobby Gustafson (1984-1989)

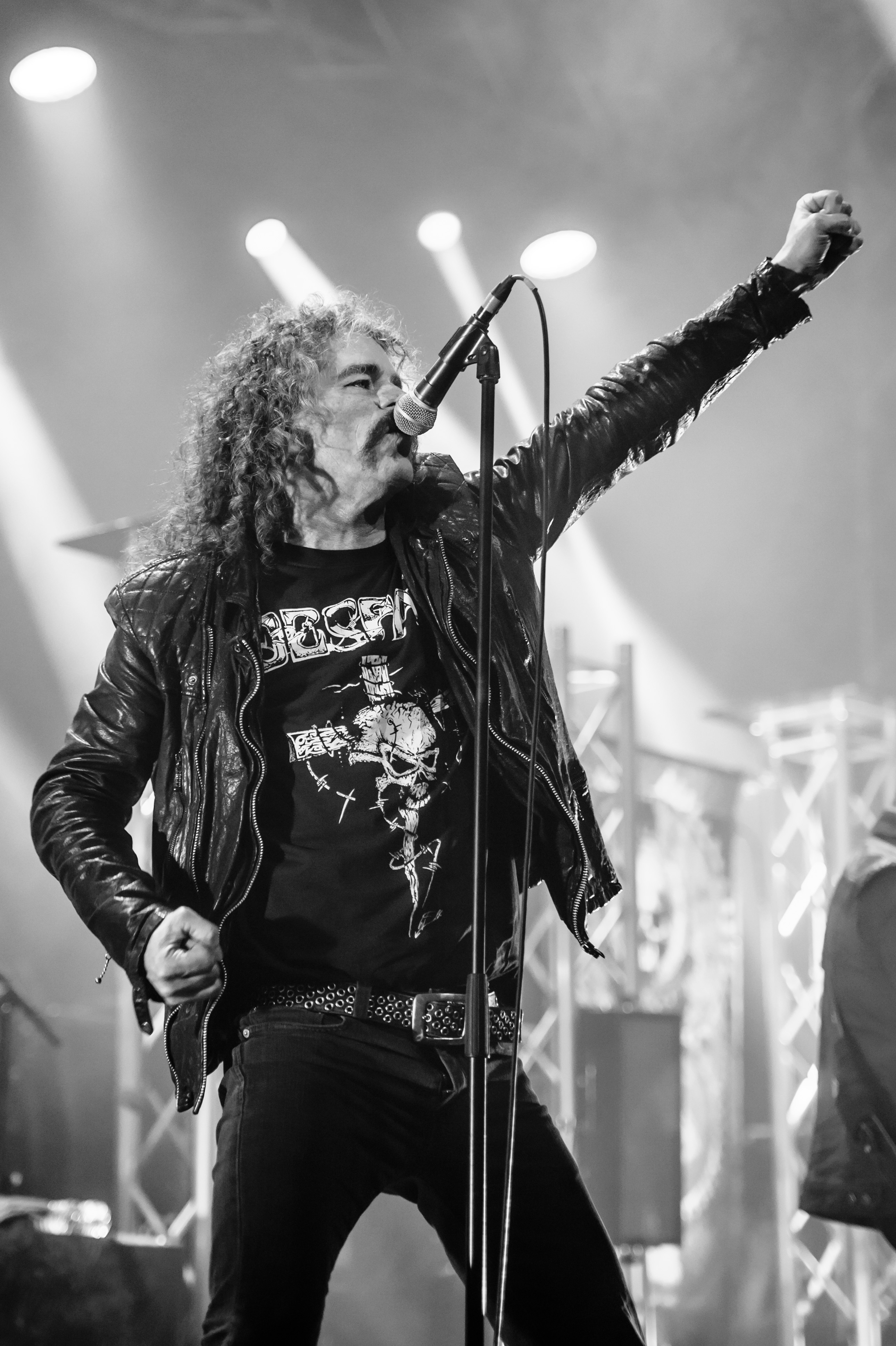
Bobby Ellsworth al Ruhrpott Metal Meeting 2017

Nel 1984 il gruppo pubblicò il demo Power in Black che permise alla band di pubblicare due brani in due compilation:Feel the Fire fu inclusa in New York Metal '84, e Death Rider apparve nel quinto volume della serie Metal Massacre.La band riuscì anche ad assicurarsi un piccolo contratto con la Azara/Metal Storm Recording, con cui pubblicò nel 1984 l'EP Overkill che fu presto esaurito, lanciando immediatamente la band in prima linea nel giovane movimento thrash metal.Gli Overkill attirarono l'attenzione del produttore John Zazula, possessore della Megaforce Records, una tra le più grandi e indipendenti case discografiche heavy metal del tempo.La Megaforce firmò con gli Overkill un nuovo contratto discografico e pubblicò nel 1985 il loro primo album Feel the Fire, il quale acclamato da molti critici e dai fan portò la band tra i leader del movimento thrash.
La band dedicò la maggior parte del 1985 e del 1986 ai tour suonando come supporto ai Megadeth nel tour americano "Peace Sells",e successivamente suonò come gruppo "spalla" ad Anthrax e Agent Steel nelle loro rispettive tournée europee.
Il 1987 segnò l'uscita dell'album Taking Over, il primo ad essere pubblicato dalla Megaforce in cooperazione con una delle più grandi casa discografica del tempo, la Atlantic Records. L'album fu caratterizzato da un miglioramento di testi e musica ed anche da uno stile più epico, riscontrabile in alcune canzoni come In Union We Stand. A questo disco seguì un altro tour europeo insieme agli Helloween; da qui in poi fu la Atlantic ad occuparsi della distribuzione dei loro album in tutto il mondo. Sempre nel 1987 fu pubblicato l'EP !!!Fuck You!!! contenente una registrazione in studio di Fuck You, cover di una canzone dei D.O.A., più vari brani registrati dal vivo a Cleveland.In seguito, il fondatore/batterista Rat Skates, lasciò il gruppo giustificando il gesto per lo stress da tour. Anni dopo Skates confessò nella sua biografia:"Non mi piaceva la direzione in cui volevano andare, seguivano il business della musica, il che significa che stavano cercando solo di copiare i Metallica come tutti gli altri.Mi dava così fastidio!Una cosa è essere influenzati da una band, ma quando copi qualcuno direttamente è imbarazzante".Rat Skates fu temporaneamente sostituito da Mark Archibole per qualche show, poi venne ingaggiato il batterista Sid Falck che fino a quel momento aveva militato nei Battlezone di Paul Di'Anno.
Nel 1988 gli Overkill registrarono il loro terzo album Under the Influence, prodotto ancora una volta da Alex Perialas. Il disco risultò molto grezzo, tralasciando la maggior parte dell'atmosfera potente ed epica del precedente album. Sofferente anche di una composizione frettolosa, questo album è spesso considerato come un passo indietro per la band. La canzone Hello From The Gutter fu pubblicata come singolo, mentre il video venne regolarmente mandato in onda da MTV su Headbangers Ball. Gli Overkill continuarono a girare il mondo, enfatizzando ancor di più la loro reputazione di band molto attiva dal vivo.
Nel 1989 gli Overkill pubblicarono l'album che li portò al successo,The Years of Decay. Registrato con il famoso produttore Terry Date (Pantera, White Zombie, Soundgarden, Dream Theater), l'album è caratterizzato da strutture molto complesse ed elementi epici che contribuirono molto a creare un'atmosfera più drammatica. La canzone Elimination fu pubblicata come singolo, e grazie alla sua notorietà viene a tutt'oggi regolarmente suonata ad ogni show.Il tour di The Years of Decay si tenne insieme ai compagni di etichetta Testament, e prese il nome di Dawn of the Decade.

### Il periodo con Gant e Cannavino (1990-1995)

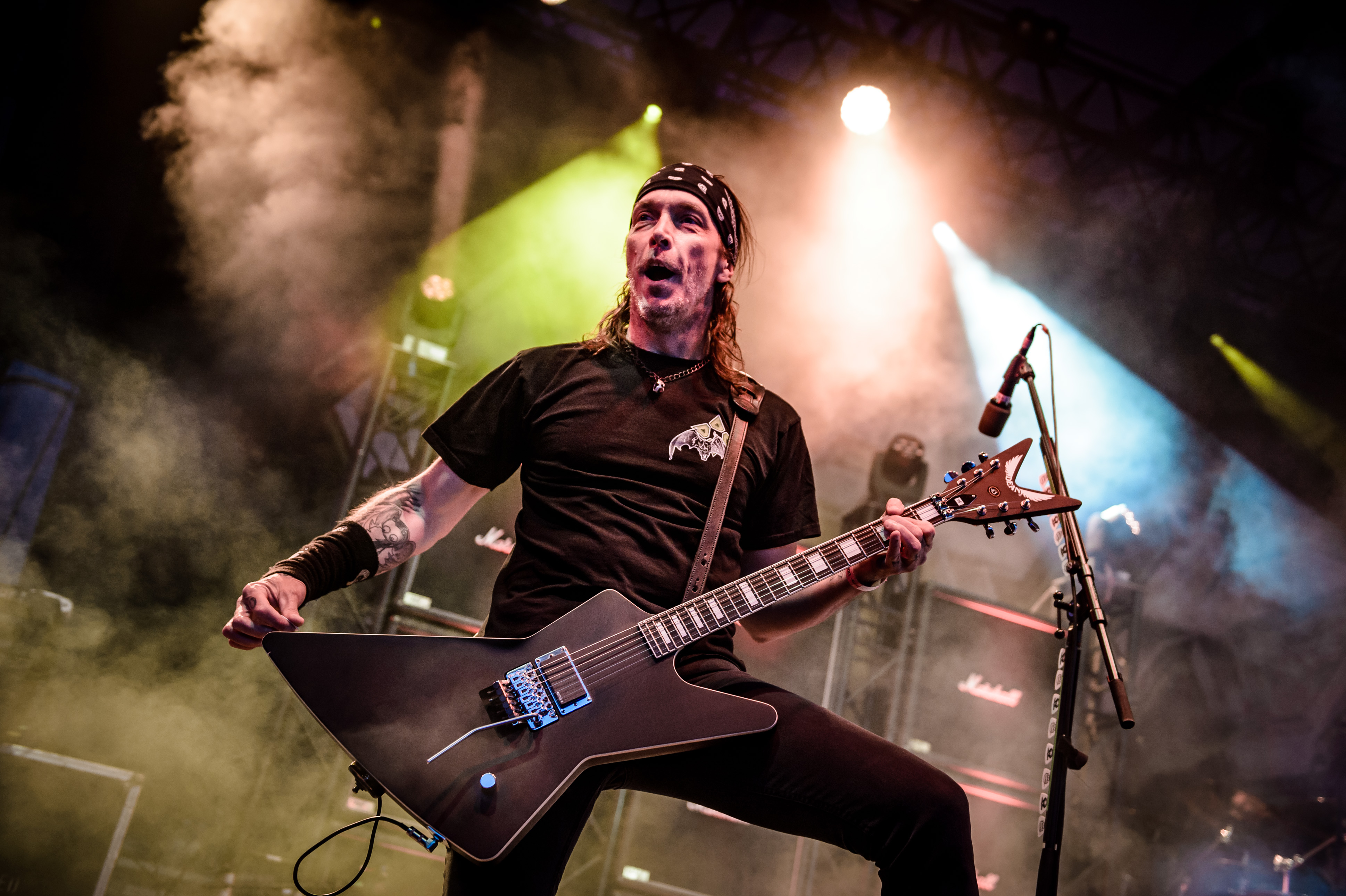
Derek "The Skull" Tailer al Rock Hard Open Air 2018

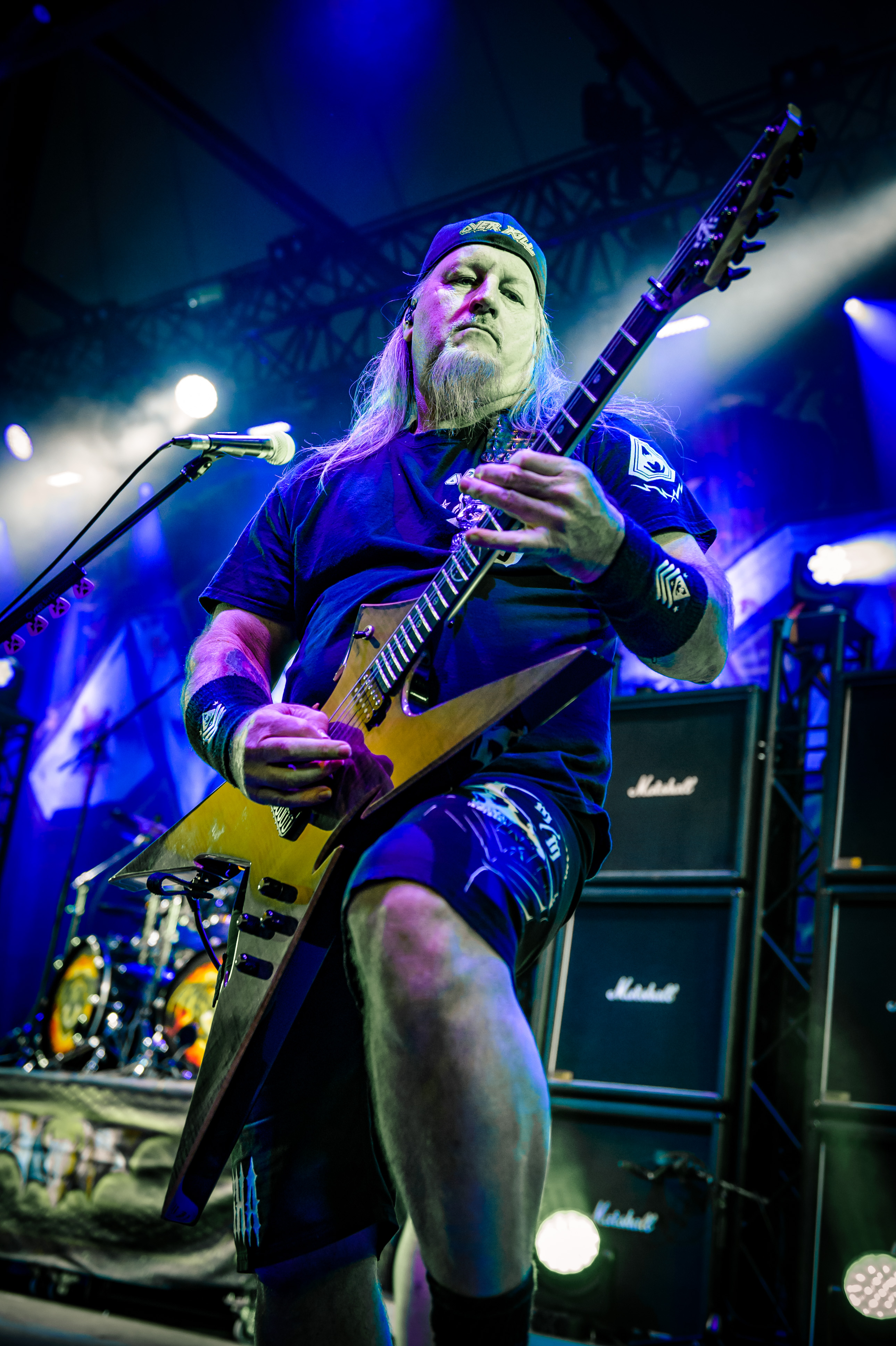
Dave Linsk

Nel 1990 Bobby Gustafson lasciò la band a causa di vari conflitti con D.D. Verni, dichiarando in varie interviste:"Fu un litigio verbale tra me e Verni riguardo ad uno spettacolo che volevano fare rigorosamente per soldi, ed io non volevo farlo perché avevamo appena fatto il tutto esaurito allo Studio 54 a New York, il nostro più grande spettacolo". I restanti membri decisero di ingaggiare Rob Cannavino e Merritt Gant come nuovi chitarristi.
Nel 1991 gli Overkill registrarono Horrorscope, sempre con il produttore Terry Date. Grazie ai possenti riff e assoli dei due nuovi chitarristi, Horrorscope fu definito il lavoro più pesante e completo della band andando a consolidare ulteriormente la loro fama.
Nel 1992, durante il tour promozionale di Horrorscope, il batterista Sid Falck abbandonò il gruppo dichiarando che semplicemente non si divertiva più come prima, quindi venne ingaggiato Tim Mallare per completare il tour.
Nel 1993 gli Overkill pubblicarono l'album I Hear Black;Questo lavoro presentò un ulteriore cambio di stile, adottando un suono leggermente più melodico in virtù del fatto che in quegli anni il thrash metal era ormai "passato di moda" cedendo il passo a generi come il grunge dei Nirvana.La band affrontò anche un tour europeo nel 1993, il World of Hurt Tour, insieme ai Savatage e ai Non-Fiction.Nel settembre 1994, come risposta alle critiche ricevute per I Hear Black, gli Overkill produssero l'album W.F.O. che presentava un thrash metal vecchia scuola, veloce, potente e senza elementi sperimentali. Il video di Fast Junkie fu però totalmente ignorato da MTV perché in quel periodo iniziò a limitare l'entrata di musica metal nei suoi canali.Gli Overkill continuarono ebbero successo e organizzarono un nuovo tour europeo coi Jag Panzer e i Massacra.

### Il periodo con Joe Comeau e Sebastian Marino (1996-1999)
Nel 1995 la band fu abbandonata dalla Atlantic Records e sottoscrisse un nuovo contratto con la CMC International. Lo spettacolo del marzo 1995 tenutosi a Cleveland, Ohio, venne registrato e poi pubblicato, diventando così il loro primo "live" con il titolo di Wrecking Your Neck.Nel tardo 1995 i chitarristi Cannavino e Gant lasciarono la band:Rob Cannavino si incentrò nelle gare motociclistiche, e Merritt Gant si dedicò alla famiglia.Gli Overkill ingaggiarono allora Sebastian Marino proveniente dai canadesi Anvil, e Joe Comeau (che fino ad allora era stato il cantante dei Liege Lord).
Nel 1996, coi nuovi chitarristi, registrarono The Killing Kind col produttore Chris Tsangarides (Judas Priest). L'album presentò elementi innovativi e sperimentali, come influenze hardcore punk. Vista l'abilità come cantante di Joe Comeau furono anche aggiunte alcune sue parti vocali come sfondo.La stampa fu colpita da questo nuovo lavoro, ma molti fans ne rimasero invece delusi non apprezzando le nuove scelte stilistiche. Il gruppo tornò in Europa nel febbraio 1996 per il tour di The Killing Kind insieme a Megora, Accuser, Anvil e Stahlhammer. Nell'estate dello stesso anno la band apparve nel secondo volume della compilation della Century Media Records "A Tribute to Judas Priest Legends of Metal vol.2".
Nell'estate del 1997 la band pubblicò la raccolta !!!Fuck You!!! and Then Some che includeva l'EP !!!Fuck You!!! prodotto molti anni prima.Ad ottobre fu pubblicato l'album From the Underground and Below, che aggiunse influenze moderne allo stile della band. Alcune canzoni, come Save Me, furono addirittura descritte dai critici come industrial metal. Gli Overkill volarono ancora in Europa per pubblicizzare l'album con i Nevermore, gli Angel Dust e i Nocturnal Rites.
Nel 1998 a Bobby Ellsworth gli fu diagnosticato un cancro al naso e venne operato con successo.La band iniziò comunque a produrre il nuovo album Necroshine, e quando le registrazioni furono completate agli inizi del 1999 il chitarrista Sebastian Marino lasciò la band per motivi familiari.Il suo posto venne preso da Dave Linsk proveniente della band hardcore/thrash metal "Anger on Anger".
Nel febbraio 1999 uscì il 10º album Necroshine che mantenne la vena innovativa e sperimentale, ottenendo però le stesse critiche del precedente lavoro. A settembre 1999 fu pubblicato Coverkill, un album di cover contenente brani di Black Sabbath, Kiss, Motörhead, Sex Pistols, Manowar e Ramones.

### Il periodo con Dave Linsk e Derek Tailer (2000-oggi)

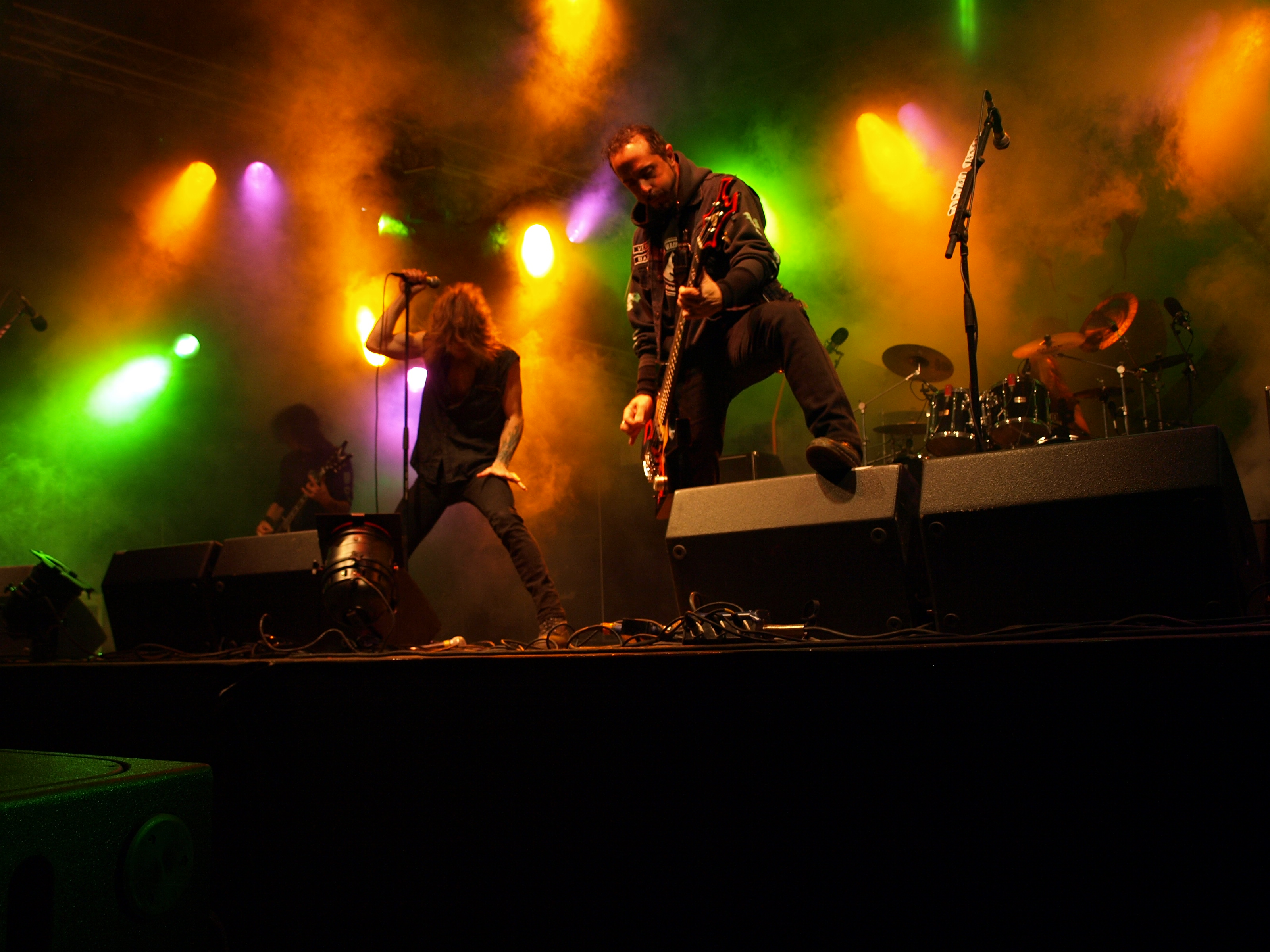
Gli Overkill al Jalometalli 2008 ad Oulu.

Nel febbraio 2000 la band fece un nuovo tour con gli Annihilator e i Dew-Scented. Durante il tour, gli Annihilator licenziarono il loro cantante Randy Rampage e qualche mese dopo il chitarrista Joe Comeau accettò di unirsi a loro come cantante, abbandonando definitivamente gli Overkill. Ad ottobre fu pubblicato l'album Bloodletting che vide un ritorno al thrash metal vecchia scuola, pur mantenendo aspetti musicali moderni. A novembre la band partecipò al tour mondiale "Resurrection" con gli Halford, ma non avendo ancora trovato un secondo chitarrista venne chiesto a Joe Comeau (che si era licenziato) di partecipare al tour.Nel frattempo al bassista Verni nacque una figlia, e ciò lo costrinse ad abbandonare temporaneamente il tour.Il gruppo lo sostituì momentaneamente con Derek "The Skull" Tailer, bassista degli S.K.H. e della band di Dee Snider dei Twisted Sister.Finito il tour la band decise di assumere definitivamente Tailer come chitarrista ritmico.
Nel 2002 il gruppo pubblica Wrecking Everything, il loro secondo album live registrato al Paramount Theatre di Asbury Park, New Jersey. Lo stesso spettacolo fu usato anche per il primo DVD della band,Wrecking Everything - An Evening In Asbury Park, pubblicato sempre nel 2002.A giugno 2002 la band suonò ancora in Europa sempre per pubblicizzare l'album Bloodletting. Durante una tappa a Norimberga, il cantante Blitz svenne sul palco e per tre giorni circolarono voci che lo vedevano in coma.La band pubblicò un comunicato dichiarando le buone condizioni del musicista.Nel tardo 2002 gli Overkill ritornarono in studio di registrazione per il nuovo album.
Nel marzo 2003 esce l'album Killbox 13 che fu ben accolto, contenendo una sorta di mix tra il nuovo ed il vecchio stile. Un nuovo tour fu sostenuto dalla band priva però del chitarrista Derek Tailer, assente per ragioni non specificate.
Nel 2004, dopo un tour in Giappone coi Death Angel e i Flotsam and Jetsam, la band iniziò a lavorare su un nuovo album,ReliXIV,pubblicato nel marzo 2005.Con uno stile simile a quello di Killbox 13, il disco aggiungeva ulteriori elementi vecchia scuola. Nell'aprile 2005 la band intraprese un nuovo tour in America e a maggio in Europa, durante il quale fu annunciato che il batterista Tim Mallare aveva lasciato la band per dedicarsi alla famiglia ed altre attività.Il suo posto di batterista venne preso da Ron Lipnicki. Nell'estate 2005 gli Overkill intrapresero il loro primo tour sulla costa occidentale degli Stati Uniti dopo più di 10 anni, suonando dal Canada occidentale fino al sud della California.Il tour fu un tale successo che la band venne aggiunta al Gigantour 2006 come attrazione principale della seconda fase. Nel 2007, dopo aver firmato con la Bodog Music, la band pubblicò il suo quattordicesimo album in studio Immortalis.Al disco partecipò anche il cantante dei Lamb of God Randy Blythe, che contribuì cantando nel brano Skull and Bones.
Il 30 ottobre 2009 gli Overkill firmarono con la Nuclear Blast Records, e a gennaio 2010 la band pubblicò il suo 15º album in studio Ironbound, che la stessa band ha descritto come un lavoro in vero stile thrash.Il disco è stato però accolto dai fan di vecchia data in maniera abbastanza fredda, nonostante fosse molto curato nella produzione e musicalmente massiccio e potente, venne accusato di un'eccessiva monotonia senza grandi innovazioni compositive, presentando comunque brani di pregevole fattura come The Green and Black,Ironbound e Bring me the Night di cui fu anche realizzato un video.
Gli Overkill pubblicarono altri album in pochi anni;The Electric Age (2012),White Devil Armory (2014),The Grinding Wheel (2017) e The Wings of War (2019).
Nel 2017 il batterista Robert Lipnicki lasciò la band per problemi personali e fu sostituito definitivamente da Jason Bittner.
Il 14 aprile 2023 viene pubblicato il 20º album Scorched, disco che ha ottenuto recensioni positive.
Il 5 agosto 2024 il batterista Jason Bittner dichiara di aver lasciato la band per dedicarsi ad altri progetti.

## Formazione

### Formazione attuale
- Bobby "Blitz" Ellsworth – voce (1980-presente)
- D.D. Verni – basso (1980-presente)
- Dave Linsk – chitarra (1999-presente)
- Derek "The Skull" Tailer – chitarra (2001-presente)

- Ex componenti
- Robert "Riff Thunder" Pisarek – chitarra (1980-1981)
- Ray Skates - batteria (1980-1987)
- Mike Sherry – chitarra (1981-1982)
- Dan Spitz – chitarra (1981)
- Rich Conte – chitarra (1981-1982)
- Anthony Ammendola – chitarra (1981)
- Joe – chitarra (1982)
- Bobby Gustafson – chitarra (1982-1990)
- Bob "Sid" Falck – batteria (1987-1992)
- Rob Cannavino – chitarra (1990-1995)
- Merritt Gant – chitarra (1990-1995)
- Tim Mallare – batteria (1992-2005)
- Sebastian Marino – chitarra (1995-2000) (Deceduto il 1º gennaio 2023)[36]
- Joe Comeau – chitarra (1995-1999,2001 per alcuni show)
- Ron Lipnicki – batteria (2005-2017)
- Jason Bittner – batteria (2017-2024)

## Discografia

### Album in studio
- 1985 - Feel the Fire
- 1987 - Taking Over
- 1988 - Under the Influence
- 1989 - The Years of Decay
- 1991 - Horrorscope
- 1993 - I Hear Black
- 1994 - W.F.O.
- 1996 - The Killing Kind
- 1997 - From the Underground and Below
- 1999 - Necroshine
- 1999 - Coverkill (raccolta)
- 2000 - Bloodletting
- 2003 - Killbox 13
- 2005 - ReliXIV
- 2007 - Immortalis
- 2010 - Ironbound
- 2012 - The Electric Age
- 2014 - White Devil Armory
- 2017 - The Grinding Wheel
- 2019 - The Wings of War
- 2023 - Scorched